# Dół skrzydłowo-podniebienny

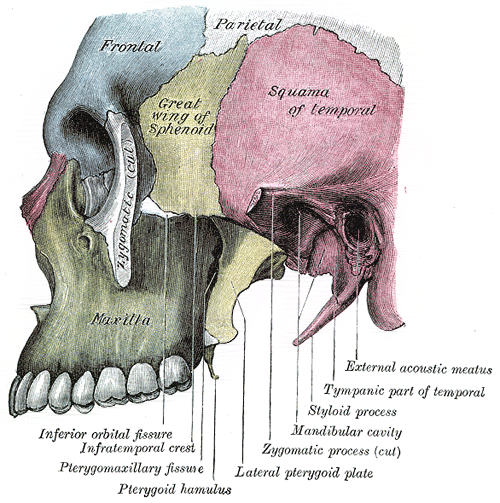
Boczna powierzchnia twarzoczaszki (strona lewa). Widoczna szczelina pomiędzy szczęką (kolor zielony) a kością klinową (kolor żółty) – szczelina skrzydłowo-szczękowa Pterygomaxillary fissure, bezpośrednio za którą znajduje się dół skrzydłowo-podniebienny

Dół skrzydłowo-podniebienny (łac. fossa pterygopalatina) – w anatomii człowieka wąska przestrzeń o kształcie odwróconej trójściennej piramidy (odwróconej kropli), schowana głęboko pomiędzy kośćmi czaszki. Jest położona pomiędzy szczęką a kością klinową.

## Ograniczenia
- góra: trzon kości klinowej
- przód: trzon szczęki i wyrostek oczodołowy kości podniebiennej
- tył: wyrostek skrzydłowaty kości klinowej i skrzydło większe kości klinowej
- bok: stanowi go szczelina skrzydłowo-szczękowa (szczelina skrzydłowo-podniebienna), którą dół skrzydłowo-podniebienny łączy się w kierunku bocznym z dołem podskroniowym
- przyśrodkowo: blaszka pionowa kości podniebiennej
- dół: jest znacznie zwężony i przechodzi w kanał podniebienny większy[3][2]

## Zawartość i połączenia
Dół skrzydłowo-podniebienny zawiera elementy anatomiczne:
- zwój skrzydłowo-podniebienny
- nerw szczękowy, czyli druga gałąź nerwu trójdzielnego
- tętnica szczękowa wraz z gałęziami odcinka trzeciego (i częściowo drugiego)

Dół skrzydłowo-podniebienny łączy się z innymi przestrzeniami twarzoczaszki poprzez liczne otwory i kanały:
- otwór klinowo-podniebienny – zawiera tętnicę klinowo-podniebienną (←tętnica szczękowa) i gałązki nosowe tylne górne (łac. rami nasales posteriores superiores) (←zwój skrzydłowo-podniebienny). Prowadzi do jamy nosowej
- szczelina oczodołowa dolna – łączy dół skrzydłowo-podniebienny z oczodołem
- otwór okrągły – zawiera nerw szczękowy i prowadzi do środkowego dołu czaszki
- kanał skrzydłowy – leży on u podstawy wyrostka skrzydłowatego kości klinowej. Zawiera nerw kanału skrzydłowego i naczynia skrzydłowe. Prowadzi na zewnętrzną i wewnętrzną powierzchnię podstawy czaszki
- kanał podniebienno-pochwowy – łączy on dół skrzydłowo-podniebienny z dolną powierzchnią podstawy czaszki
- kanał podniebienny większy – zawiera nerw podniebienny większy (←zwój skrzydłowo-podniebienny) i naczynia podniebienne większe: żyłę i tętnicę (←tętnica podniebienna zstępująca). Kanały podniebienne wychodzą na masyw kostny kości podniebiennej, łącząc dół skrzydłowo-podniebienny z jamą ustną
- szczelina skrzydłowo-szczękowa, szczelina skrzydłowo-podniebienna – zawiera tętnicę szczękową i jak wspomniano łączy się z dołem podskroniowym[3][2]